# Svogerslev Sogn
Svogerslev Sogn er et sogn i Roskilde Domprovsti (Roskilde Stift).
I 1800-tallet var Svogerslev Sogn anneks til Kornerup Sogn. Begge sogne hørte til Sømme Herred i Roskilde Amt. Kornerup-Svogerslev sognekommune blev ved kommunalreformen i 1970 delt, så Kornerup blev indlemmet i Lejre Kommune og Svogerslev i Roskilde Kommune.
I Svogerslev Sogn ligger Svogerslev Kirke.
I sognet findes følgende autoriserede stednavne:
- Bakkehuse (bebyggelse)
- Svogerslev (bebyggelse, ejerlav)